# Unione Sportiva Catanzaro 1985-1986
Questa voce raccoglie le informazioni riguardanti l'Unione Sportiva Catanzaro nelle competizioni ufficiali della stagione 1985-1986.

## Rosa
| N. |                   | Ruolo | Calciatore         |
| -- | ----------------- | ----- | ------------------ |
|    | Italia (bandiera) | C     | Carmelo Bagnato    |
|    | Italia (bandiera) | D     | Paolo Benetti      |
|    | Italia (bandiera) | C     | Roberto Borrello   |
|    | Italia (bandiera) | A     | Stefano Brondi     |
|    | Italia (bandiera) | D     | Armando Cascione   |
|    | Italia (bandiera) | P     | Raffaele Ceriello  |
|    | Italia (bandiera) | C     | Alfredo Costantino |
|    | Italia (bandiera) | A     | Vittorio Cozzella  |
|    | Italia (bandiera) | P     | Raffaele Di Fusco  |
|    | Italia (bandiera) | C     | Dario Donà         |
|    | Italia (bandiera) | D     | Massimo Gregori    |
|    | Italia (bandiera) | D     | Viviano Guida      |

| N. |                   | Ruolo | Calciatore         |
| -- | ----------------- | ----- | ------------------ |
|    | Italia (bandiera) | C     | Agostino Iacobelli |
|    | Italia (bandiera) | D     | Antonino Imborgia  |
|    | Italia (bandiera) | D     | Antonio Logozzo    |
|    | Italia (bandiera) | P     | Roberto Incontri   |
|    | Italia (bandiera) | D     | Marco Masi         |
|    | Italia (bandiera) | C     | Alessio Pala       |
|    | Italia (bandiera) | A     | Ezio Panero        |
|    | Italia (bandiera) | C     | Massimo Pedrazzini |
|    | Italia (bandiera) | C     | Enrico Piccioni    |
|    | Italia (bandiera) | D     | Salvatore Scarfone |
|    | Italia (bandiera) | A     | Antonio Soda       |
|    | Italia (bandiera) | A     | Leonardo Surro     |

## Risultati

### Serie B

#### Girone di andata
| 8 settembre 1985 1ª giornata | Perugia | 2 – 2 | Catanzaro |  |

| 15 settembre 1985 2ª giornata | Catanzaro | 2 – 1 | Cesena |  |

| 22 settembre 1985 3ª giornata | Catanzaro | 0 – 2 | Brescia |  |

| 29 settembre 1985 4ª giornata | Cremonese | 0 – 0 | Catanzaro |  |

| 6 ottobre 1985 5ª giornata | Catanzaro | 1 – 1 | Genoa |  |

| 13 ottobre 1985 6ª giornata | Catania | 1 – 0 | Catanzaro |  |

| 20 ottobre 1985 7ª giornata | Catanzaro | 1 – 0 | Bologna |  |

| 27 ottobre 1985 8ª giornata | Empoli | 1 – 0 | Catanzaro |  |

| 3 novembre 1985 9ª giornata | Catanzaro | 0 – 0 | Monza |  |

| 10 novembre 1985 10ª giornata | Sambenedettese | 0 – 0 | Catanzaro |  |

| 17 novembre 1985 11ª giornata | Catanzaro | 1 – 1 | Palermo |  |

| 24 novembre 1985 12ª giornata | Pescara | 0 – 0 | Catanzaro |  |

| 1º dicembre 1985 13ª giornata | Cagliari | 0 – 1 | Catanzaro |  |

| 8 dicembre 1985 14ª giornata | Catanzaro | 2 – 1 | Arezzo |  |

| 15 dicembre 1985 15ª giornata | Campobasso | 1 – 0 | Catanzaro |  |

| 22 dicembre 1985 16ª giornata | Catanzaro | 0 – 2 | Lanerossi Vicenza |  |

| 5 gennaio 1986 17ª giornata | Catanzaro | 2 – 2 | Triestina |  |

| 12 gennaio 1986 18ª giornata | Lazio | 1 – 0 | Catanzaro |  |

| 19 gennaio 1986 19ª giornata | Catanzaro | 0 – 0 | Ascoli |  |

#### Girone di ritorno
| 26 gennaio 1986 20ª giornata | Catanzaro | 1 – 2 | Perugia |  |

| 2 febbraio 1986 21ª giornata | Cesena | 2 – 0 | Catanzaro |  |

| 9 febbraio 1986 22ª giornata | Brescia | 0 – 1 | Catanzaro |  |

| 16 febbraio 1986 23ª giornata | Catanzaro | 0 – 2 | Cremonese |  |

| 23 febbraio 1986 24ª giornata | Genoa | 2 – 0 | Catanzaro |  |

| 2 marzo 1986 25ª giornata | Catanzaro | 2 – 1 | Catania |  |

| 9 marzo 1986 26ª giornata | Bologna | 2 – 0 | Catanzaro |  |

| 16 marzo 1986 27ª giornata | Catanzaro | 0 – 0 | Empoli |  |

| 29 marzo 1986 28ª giornata | Monza | 2 – 2 | Catanzaro |  |

| 6 aprile 1986 29ª giornata | Catanzaro | 1 – 0 | Sambenedettese |  |

| 13 aprile 1986 30ª giornata | Palermo | 1 – 0 | Catanzaro |  |

| 27 aprile 1986 31ª giornata | Catanzaro | 3 – 1 | Pescara |  |

| 4 maggio 1986 32ª giornata | Catanzaro | 4 – 0 | Cagliari |  |

| 11 maggio 1986 33ª giornata | Arezzo | 3 – 0 | Catanzaro |  |

| 18 maggio 1986 34ª giornata | Catanzaro | 1 – 1 | Campobasso |  |

| 25 maggio 1986 35ª giornata | Lanerossi Vicenza | 1 – 0 | Catanzaro |  |

| 1º giugno 1986 36ª giornata | Triestina | 3 – 2 | Catanzaro |  |

| 8 giugno 1986 37ª giornata | Catanzaro | 2 – 3 | Lazio |  |

| 15 giugno 1986 38ª giornata | Ascoli | 3 – 2 | Catanzaro |  |

## Statistiche

### Statistiche di squadra
| Competizione | Punti | In casa | In casa | In casa | In casa | In casa | In casa | In trasferta | In trasferta | In trasferta | In trasferta | In trasferta | In trasferta | Totale | Totale | Totale | Totale | Totale | Totale | DR  |
| Competizione | Punti | G       | V       | N       | P       | Gf      | Gs      | G            | V            | N            | P            | Gf           | Gs           | G      | V      | N      | P      | Gf     | Gs     | DR  |
| ------------ | ----- | ------- | ------- | ------- | ------- | ------- | ------- | ------------ | ------------ | ------------ | ------------ | ------------ | ------------ | ------ | ------ | ------ | ------ | ------ | ------ | --- |
| Serie B      | 30    | 19      | 7       | 7       | 5       | 23      | 20      | 19           | 2            | 5            | 12           | 10           | 25           | 38     | 9      | 12     | 17     | 33     | 45     | -12 |
| Coppa Italia | 2     | 3       | 0       | 2       | 1       | 1       | 2       | 2            | 0            | 0            | 2            | 2            | 6            | 5      | 0      | 2      | 3      | 3      | 8      | -5  |
| Totale       |       | 22      | 7       | 9       | 6       | 24      | 22      | 21           | 2            | 5            | 14           | 12           | 31           | 43     | 9      | 14     | 20     | 36     | 53     | -17 |

### Statistiche dei giocatori
| Giocatore     | Serie B  | Serie B | Serie B     | Serie B    | Coppa Italia | Coppa Italia | Coppa Italia | Coppa Italia | Totale   | Totale | Totale      | Totale     |
| Giocatore     | Presenze | Reti    | Ammonizioni | Espulsioni | Presenze     | Reti         | Ammonizioni  | Espulsioni   | Presenze | Reti   | Ammonizioni | Espulsioni |
| ------------- | -------- | ------- | ----------- | ---------- | ------------ | ------------ | ------------ | ------------ | -------- | ------ | ----------- | ---------- |
| C. Bagnato    | 34       | 1       | ?           | ?          | ?            | ?            | ?            | ?            | 34+      | 1+     | ?           | ?          |
| P. Benetti    | 26       | 0       | ?           | ?          | ?            | ?            | ?            | ?            | 26+      | 0+     | ?           | ?          |
| R. Borrello   | 25       | 2       | ?           | ?          | ?            | ?            | ?            | ?            | 25+      | 2+     | ?           | ?          |
| S. Brondi     | 31       | 4       | ?           | ?          | ?            | ?            | ?            | ?            | 31+      | 4+     | ?           | ?          |
| A. Cascione   | 31       | 2       | ?           | ?          | ?            | ?            | ?            | ?            | 31+      | 2+     | ?           | ?          |
| R. Ceriello   | 12       | -15     | ?           | ?          | ?            | ?            | ?            | ?            | 12+      | -15+   | ?           | ?          |
| A. Costantino | 4        | 0       | ?           | ?          | ?            | ?            | ?            | ?            | 4+       | 0+     | ?           | ?          |
| V. Cozzella   | 28       | 6       | ?           | ?          | ?            | ?            | ?            | ?            | 28+      | 6+     | ?           | ?          |
| R. Di Fusco   | 26       | -29     | ?           | ?          | ?            | ?            | ?            | ?            | 26+      | -29+   | ?           | ?          |
| D. Donà       | 23       | 0       | ?           | ?          | ?            | ?            | ?            | ?            | 23+      | 0+     | ?           | ?          |
| M. Gregori    | 23       | 2       | ?           | ?          | ?            | ?            | ?            | ?            | 23+      | 2+     | ?           | ?          |
| V. Guida      | 20       | 0       | ?           | ?          | ?            | ?            | ?            | ?            | 20+      | 0+     | ?           | ?          |
| A. Iacobelli  | 27       | 0       | ?           | ?          | ?            | ?            | ?            | ?            | 27+      | 0+     | ?           | ?          |
| A. Imborgia   | 10       | 0       | ?           | ?          | ?            | ?            | ?            | ?            | 10+      | 0+     | ?           | ?          |
| A. Logozzo    | 30       | 0       | ?           | ?          | ?            | ?            | ?            | ?            | 30+      | 0+     | ?           | ?          |
| M. Marino     | 1        | -1      | ?           | ?          | ?            | ?            | ?            | ?            | 1+       | -1+    | ?           | ?          |
| M. Masi       | 36       | 0       | ?           | ?          | ?            | ?            | ?            | ?            | 36+      | 0+     | ?           | ?          |
| A. Pala       | 12       | 0       | ?           | ?          | ?            | ?            | ?            | ?            | 12+      | 0+     | ?           | ?          |
| E. Panero     | 14       | 5       | ?           | ?          | ?            | ?            | ?            | ?            | 14+      | 5+     | ?           | ?          |
| M. Pedrazzini | 4        | 0       | ?           | ?          | ?            | ?            | ?            | ?            | 4+       | 0+     | ?           | ?          |
| E. Piccioni   | 28       | 1       | ?           | ?          | ?            | ?            | ?            | ?            | 28+      | 1+     | ?           | ?          |
| S. Scarfone   | 1        | 0       | ?           | ?          | ?            | ?            | ?            | ?            | 1+       | 0+     | ?           | ?          |
| A. Soda       | 29       | 7       | ?           | ?          | ?            | ?            | ?            | ?            | 29+      | 7+     | ?           | ?          |
| L. Surro      | 18       | 1       | ?           | ?          | ?            | ?            | ?            | ?            | 18+      | 1+     | ?           | ?          |